# Centre Martin Luther King Jr. pour le changement social non violent
Le Centre Martin Luther King Jr. pour le changement social non violent (en anglais : Martin Luther King Jr. Center for Nonviolent Social Change), aussi appelé The King Center, est une organisation non gouvernementale à but non lucratif basée à Atlanta, aux États-Unis.

## Histoire
L’organisation a été fondée en 1968 par Coretta Scott King , avec l'aide d'Edith Savage-Jennings, dans le sous-sol de la maison du couple l'année suivant l’assassinat de son mari, Martin Luther King.
En 1981, le siège du centre a été transféré dans les installations du Martin Luther King, Jr. National Historical Park sur Auburn Avenue. En 1994, Dexter King succède à sa mère à la direction du centre . En 2010, Martin Luther King III devient président. En 2012, la plus jeune enfant de King, Bernice King, en devient la présidente.

## Programmes
Le centre offre des programmes de recherche, d'éducation et de formation sur les principes, la philosophie et les méthodes de la  non-violence . Le centre soutient ces actions au niveau international avec le Beloved Community Network.

## Prix Martin Luther King, Jr. Nonviolent Peace
L'organisation décerne le prix Martin Luther King, Jr. Nonviolent Peace. 